# Windstein
Windstein – miejscowość i gmina we Francji, w regionie Grand Est, w departamencie Dolny Ren.
Według danych na rok 1990 gminę zamieszkiwało 166 osób, a gęstość zaludnienia wynosiła 14 osób/km² (wśród 903 gmin Alzacji Windstein plasuje się na 682. miejscu pod względem liczby ludności, natomiast pod względem powierzchni na miejscu 194.).